# Basty

## Basty
“El del Altar”, Es un dios gato de la mitología egipcia, contrapartida masculina de la diosa Bastet. Formaba parte del tribunal del inframundo en la confesión negativa, era uno de los cuarenta y dos (42) jueces de la Duat y era uno de los consejeros de la diosa Maat. Ante él se debía defender que no se había comido corazón y que no se había mentido. Se le representaba con cabeza de gato. Era relacionado con las Urnas.

## Iconografía
Se le representaba en el pasaje de corazones momificado, con cabeza de gato y sosteniendo una cruz egipcia.